# Mount Bulcke
Mount Bulcke är ett berg i Antarktis. Det ligger i Västantarktis. Argentina, Chile och Storbritannien gör anspråk på området. Toppen på Mount Bulcke är 1 030 meter över havet.
Terrängen runt Mount Bulcke är varierad. Havet är nära Mount Bulcke åt sydväst. Trakten är obefolkad. Det finns inga samhällen i närheten.